# Palais Porcia (München)

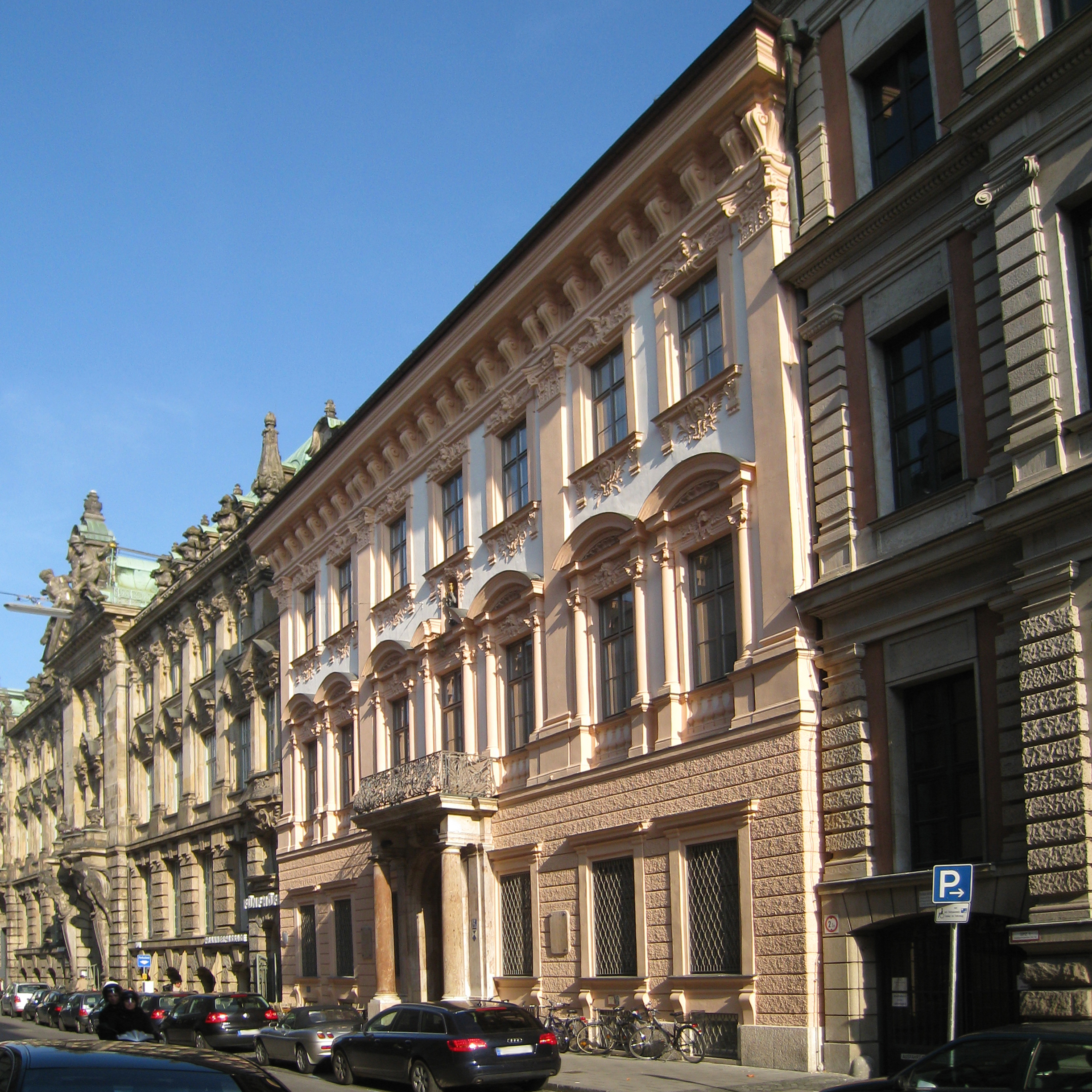
Palais Porcia mit renovierter Fassade (2008)

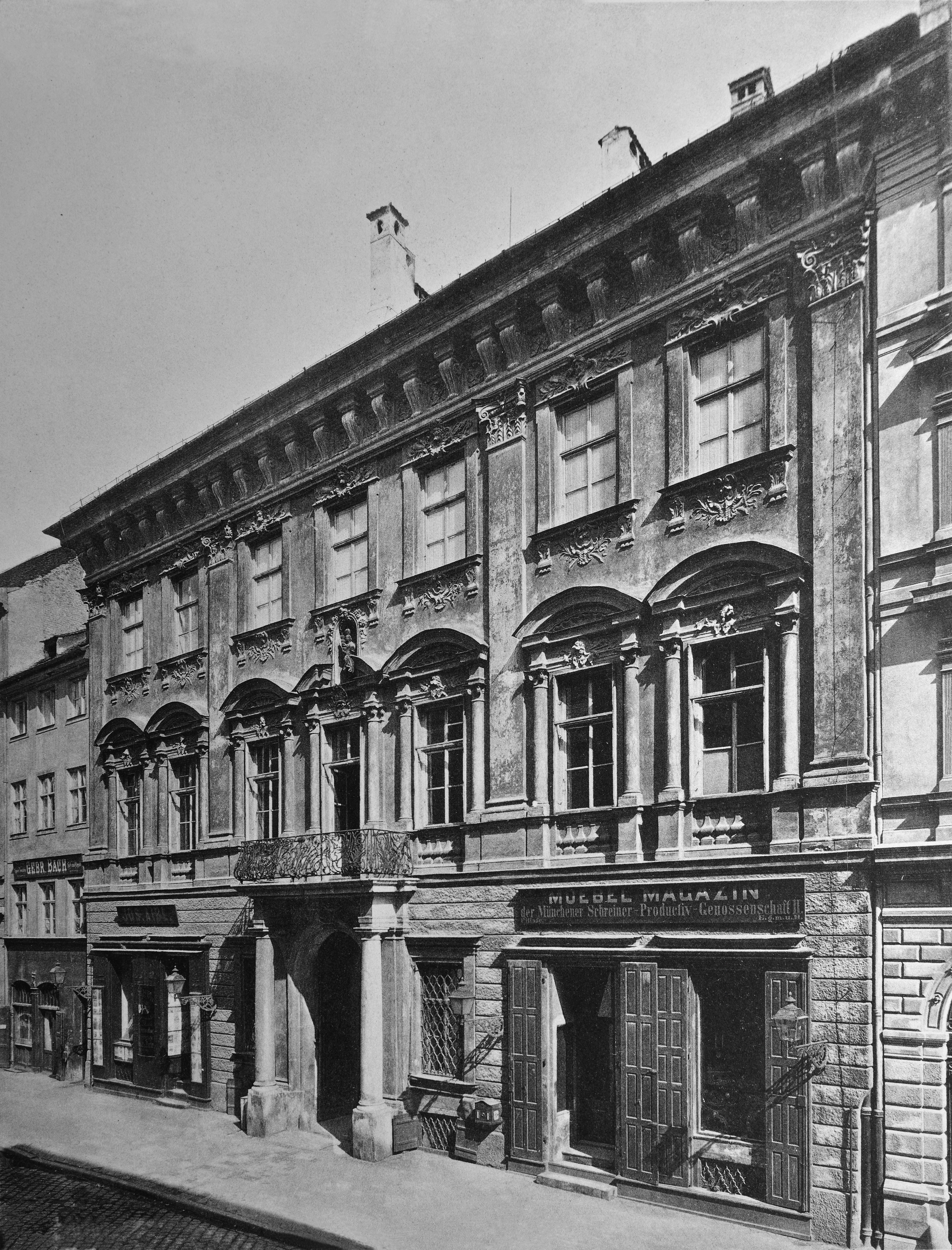
Fassadenansicht im Jahr 1891

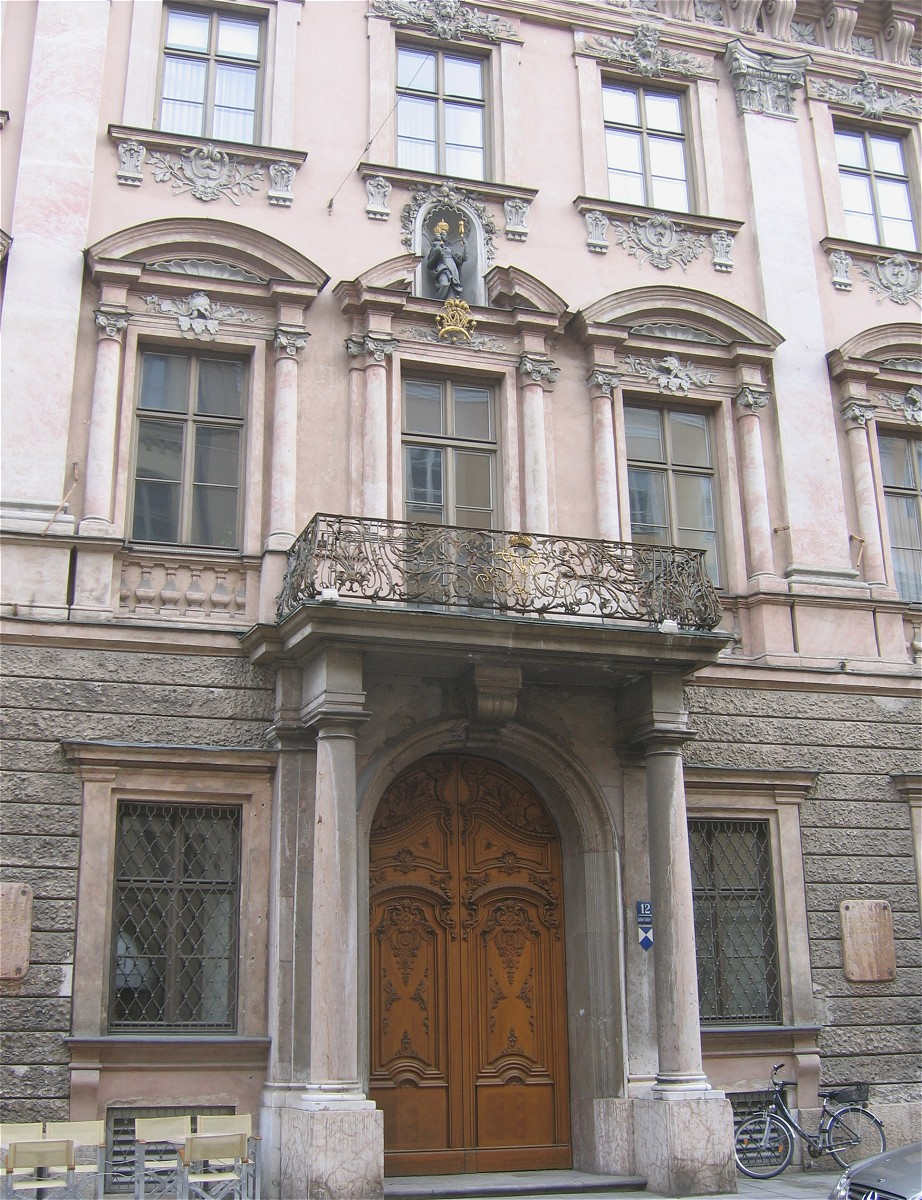
Portal vor der Renovierung

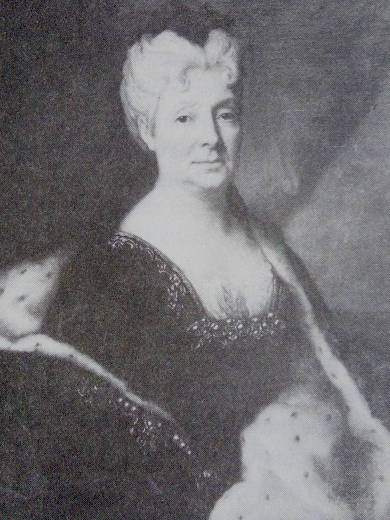
Die Bauherrin Anna Maria Katharina Gräfin Fugger

Das denkmalgeschützte Palais Porcia (auch: Palais Portia oder Palais Porzia genannt) (Kardinal-Faulhaber-Straße 12; früher: Promenadestraße 12) in der nordwestlichen Altstadt von München wurde 1693 von Hofbaumeister Enrico Zuccalli für Maria Anna Katharina Gräfin Fugger und ihren Ehemann Paul Graf Fugger zu Mickhausen und Duttenstein als Vierflügelanlage erbaut. 1731–37 wurde es durch François de Cuvilliés d. Ä. aufwändig umgestaltet.

## Geschichte
An der Stelle des späteren Palais zeigt das Münchener Stadtmodell von Jakob Sandtner von 1570 zwei Häuser, die 1622 in adeligem Besitz vereint und um 1625 umgebaut wurden.
Dieses Anwesen erwarb 1693 Maria Anna Gräfin Fugger (1651–1729) und ließ auf eigene Kosten den Neubau für sich und ihren Ehemann Paul Graf Fugger zu Mickhausen und Duttenstein errichten. Sie war jung als Hofdame der Kurfürstin Henriette Adelheid von Savoyen nach München gekommen und war eine geborene San Martino d'Aglie aus Turin. Durch den aus italienisch Graubünden stammenden kurfürstlichen Hofbaumeister Enrico Zuccalli ließ sie die (teilweise erhaltenen) Pläne anfertigen und durch den Hofmaurermeister Philipp Zwerger 1693–94 ausführen. Um einen Innenhof gruppierten sich ein je dreigeschossiger Straßen- und Rückflügel, die durch Arkadentrakte verbunden wurden. Die Fassade zeichnet sich durch die Verwendung einer nobilitierenden Kolossalordnung aus, bei der die großen Pilaster über zwei Geschosse reichen. Über dem rustizierten Erdgeschoss befinden sich zwei Obergeschosse, das Palais verfügt über sieben Fensterachsen. Das Palais war der erste Münchener Palast im Stil des italienischen Barocks.
1731 schenkte der bayerische Kurfürst Karl Albrecht den Palast seiner Geliebten, Josepha Maria Gräfin (1742) Morawitzky auf Tenczin und Rudnitz. Nach deren späterem Mann, dem Fürsten Porcia, hat das Palais seinen heutigen Namen. 1731–1737 wurde das Gebäude von Hofbaumeister François de Cuvilliés im Stil des Rokoko umgestaltet. U.a. ersetzte er die Balkonbalustrade durch ein Schmiedeeisengitter, in dessen reicher Verzierung die Initialen J, T und M für Josepha Topor-Morawitzky eingearbeitet sind.
Nach dem Tod der Fürstin Josepha kam das Palais 1806 in den Besitz ihrer Nichte Walburga von Rechberg und von deren Ehemann, dem Obersthofmeister Maximilian Emanuel von Rechberg. Nach dem Tod des Letzteren erbte dessen Sohn, der Außenminister Graf Aloys  von Rechberg, den Gebäudekomplex, den er 1819 für 70.000 Gulden an die Literarische Gesellschaft Museum verkaufte. Diese ließ von Leo von Klenze einen Saal einbauen.
Das Palais wurde 1934 von der Bayerischen Vereinsbank gekauft. In den 1930er Jahren diente der Bau unter anderem dem Jüdischen Kulturbund in Deutschland als Veranstaltungsort. Dies ist insofern bemerkenswert, da die nichtjüdische Bank diesbezüglich mit Unterlassungsforderungen und Bedrängungen seitens der NS-Behörden rechnen musste. Jüdisches Kulturleben im Nationalsozialismus war auf die Unterstützung von Menschen oder Institutionen angewiesen, die bereit waren, dieses Risiko auf sich zu nehmen. 1944 wurde das Gebäude von Bomben zerstört.
1952 wurde an die gerettete Fassade an der heutigen Kardinal-Faulhaber-Straße ein Neubau mit vergrößertem Innenhof angeschlossen. Im Inneren wurden einige der neuerbauten Räume an der Straßenfront mit der Fassade nachempfundenen (neo-)barocken Formen geschmückt. Im Sommer 2008 wurde die Fassade saniert und die Fassung von 1736 – also nach Cuvilliés – rekonstruiert. Dazu waren genaue Untersuchungen der rund zehn historischen Farbschichten nötig. Das Gebäude erhielt den Fassadenpreis der Landeshauptstadt München 2009. Das Palais Portia wird von der einzigen erhaltenen Fassade geschmückt, welche eine Vorstellung vom Aussehen der Palais im 17. Jahrhundert geben kann. Es gehört heute der HypoVereinsbank.